# Vladimir Kozlov (bober)
Vladimir Kozlov (în rusă Владимир Козлов; n. 7 martie 1958, Mîrnohrad, RSS Ucraineană, URSS) este un bober ce a reprezentat Uniunea Republicilor Sovietice Socialiste, medaliat olimpic. A participat la două ediții ale Jocurilor Olimpice (1984, 1988) în care a câștigat o medalie de aur și o medalie de bronz.

## Participări
Lista de mai jos prezintă principalele competiții la care a participat Vladimir Kozlov de-a lungul carierei.
- bobsleigh at the 1988 Winter Olympics[*]